# Système éducatif en Éthiopie

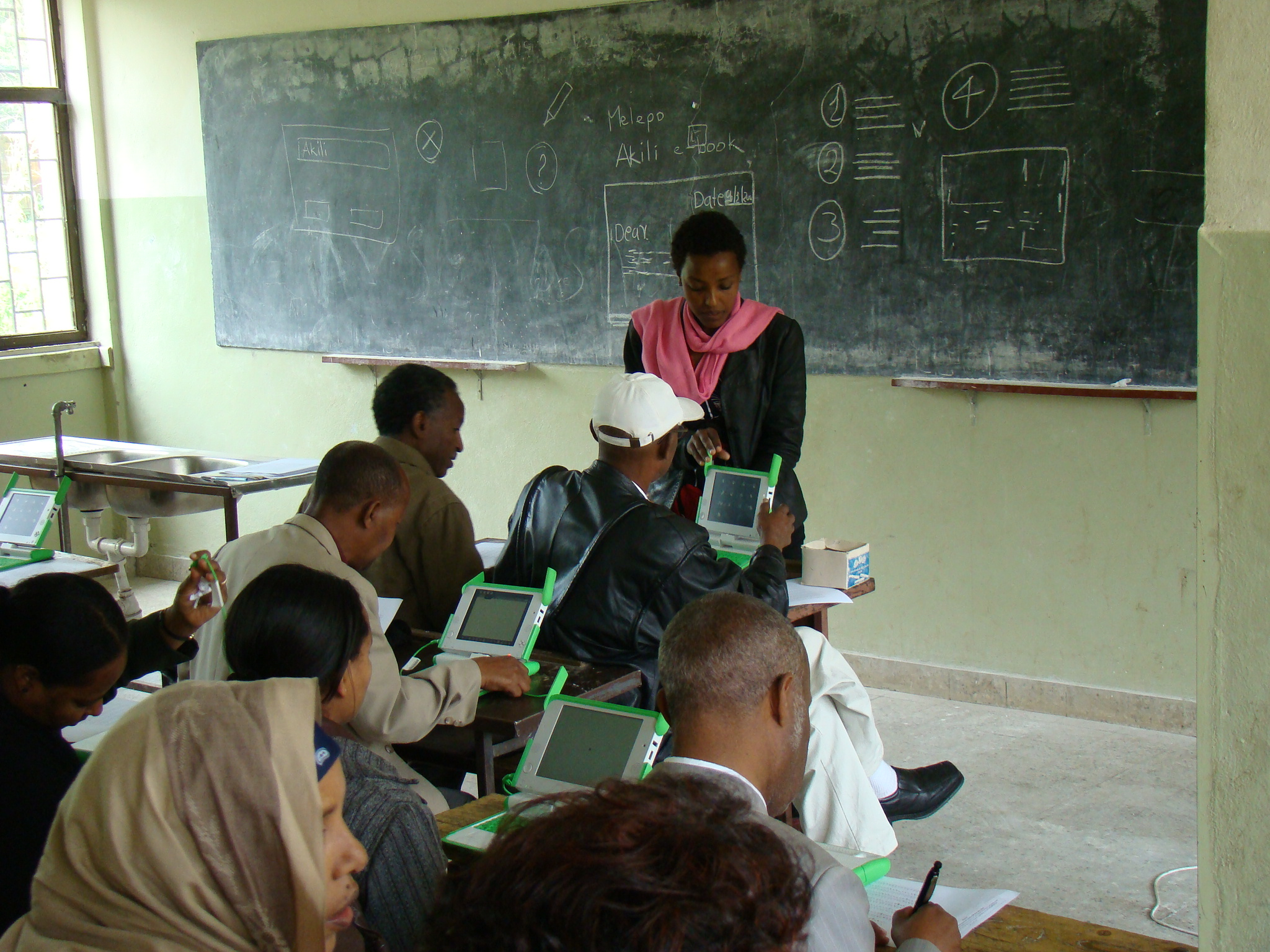
Une classe de l'école Ménélik II.

Le système éducatif en Éthiopie a été dominé pendant de nombreux siècles par l'église éthiopienne orthodoxe, jusqu'à ce que l'éducation laïque soit adoptée au début des années 1900. 
Les élites, composées essentiellement des chrétiens et de la population Amhara, avaient le plus de privilèges jusqu'en 1974, date à partir de laquelle le gouvernement a cherché à atteindre les zones rurales. Le système éducatif actuel suit une évolution très semblable à celle du système mis en place dans les secteurs ruraux durant les années 1980 marqué par une forte régionalisation qui se caractérisait notamment par le fait que les cours se faisaient dans la langue régionale.
En Éthiopie, la scolarité d'un élève se compose en principe de six ans d'école primaire, quatre ans d'école secondaire et deux ans de haute école secondaire.

## Histoire

### Avant 1900
Bien qu'il existe des inscriptions prouvant que l'instruction a précédé l'adoption du christianisme comme religion reconnue en Éthiopie, l'enseignement conventionnel a avant tout été contrôlé par l'Église. L'éducation était en outre un moyen de préserver l'apprentissage de l'amharique. Cependant, l'éducation restait peu accessible et était réservée à une minorité. Ainsi, Samuel Gobat, évêque du diocèse épiscopal de Jérusalem au début du XIXe siècle estimait que dans les régions où l'on parlait amharique, seul un cinquième de la population masculine savait lire et pas plus d'un douzième dans la région Tigré.       
L'éducation traditionnelle dispensée par l'Église commençait par l'apprentissage de l'alphabet, et plus précisément des syllabes. Puis les étudiants devaient mémoriser les premiers chapitres de la Première épître de Jean en langue guèze. L'apprentissage de l'écriture débutait vraisemblablement au même moment, complété, à une époque plus récente, par de l'arithmétique. Venait ensuite l'étude des Actes des Apôtres ainsi que l'apprentissage de certaine prières. L'étape suivante consistait à étudier les psaumes de David et était considérée comme une étape importante dans l'éducation des enfants, célébrée par les parents à l'occasion d'une fête à laquelle était invité le professeur, le confesseur, la famille et les voisins. Un garçon qui parvenait à ce niveau était en principe capable d'écrire.
Le niveau d'éducation le plus élevé dispensé par l'Église éthiopienne comprenait l'étude de la musique religieuse, la poésie, la théologie, l'histoire, la philosophie mais aussi l'aquaquam, une danse religieuse.

### Après 1900

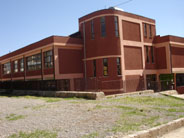
École primaire internationale de Sandford à Addis-Abeba

Jusqu'au début des années 1900, l'éducation traditionnelle était confinée à un système d'instruction religieuse organisé et dispensé par l'église éthiopienne orthodoxe. Les écoles religieuses préparaient les hommes pour intégrer le clergé ou d'autres fonctions religieuses. Dans ce système, les écoles  assuraient également l'enseignement religieux des enfants de la noblesse et de quelques rares enfants de fermiers ou fonctionnaires faisant partie de l'élite. Les écoles religieuses étaient peu nombreuses et implantées principalement dans les régions Amhara et Tigré. Peu d'enfants intégraient ce système éducatif de telle sorte qu'au début du XXe siècle l'Éthiopie était en retard par rapport à d'autres pays africains.
Vers la fin du XIXe siècle, l'empereur Ménélik II autorise l'installation d'écoles de missionnaires européens. Au même moment, des écoles islamiques éduquent une petite partie de la population musulmane. Au début du XXe siècle, le système éducatif ne répond plus aux besoins des personnes se destinant aux fonctions dirigeantes, à la diplomatie, au commerce et à l'industrie, ce qui a conduit à la mise en place d'une éducation laïque sous le contrôle du gouvernement. La première école publique ayant adopté une éducation à l'occidentale est l'école impériale Ménélik II, ouverte en 1908. En 1924, l'école n'a toutefois accueillie depuis son ouverture qu'environ 3 000 élèves et, en 1935, l'école ne compte pas plus de 150 élèves. Cette même année, Ménélik II ouvre une école primaire à Harar.
En 1925 le gouvernement adopte un plan pour développer l'éducation laïque mais, dix ans plus tard, seuls 8 000 élèves sont scolarisés dans l'une des vingt écoles publiques. Très peu d'étudiants poursuivent leurs études à l'étranger grâce à des bourses d'études Durant la seconde guerre italo-éthiopienne de 1936 à 1941, les écoles sont fermées. Lorsque les italiens sont chassés du pays, l'Éthiopie commence alors à reconstruire le système éducatif mais doit faire face à un manque d'enseignants, de livres et d'infrastructures. Le gouvernement recrute des enseignants étrangers pour les écoles primaires et secondaires. En 1952, ce sont plus de 60 000 élèves qui étudient dans 400 écoles primaires, 9 écoles secondaires et trois institutions offrant des cours de niveau universitaire. Par la suite, si des réformes ont été engagées sur le contenu pédagogiques des cours, la structure même du système scolaire éthiopien est restée inchangé par rapport à celui mis en place dans les années 1950.
En mai 1961, l'Éthiopie a accueilli la Conférence des états africains sur le développement de l'éducation sous l'égide des Nations unies. Parmi d'autres sujets, la conférence met en évidence les déficiences du système éducatif éthiopien qui se classe parmi les plus mauvais d'Afrique, notamment concernant l'enseignement primaire et secondaire. Il y avait une pénurie d'écoles et d'enseignants, un taux élevé d'abandon scolaire et un faible taux de fréquentation, surtout chez les femmes, les non-chrétiens et les enfants des campagnes. Embarrassé par ces résultats, le Ministre de l'éducation a mis en œuvre une nouvelle politique de l'éducation qui est restée effective jusqu'en 1974. Cette politique a donné la priorité à la création d'écoles d'enseignement technique ainsi qu'à l'extension de l'enseignement universitaire. Toutefois, l'amharique est devenue la langue officielle dans les écoles primaires ce qui handicapait les élèves pratiquant une autre langue. 

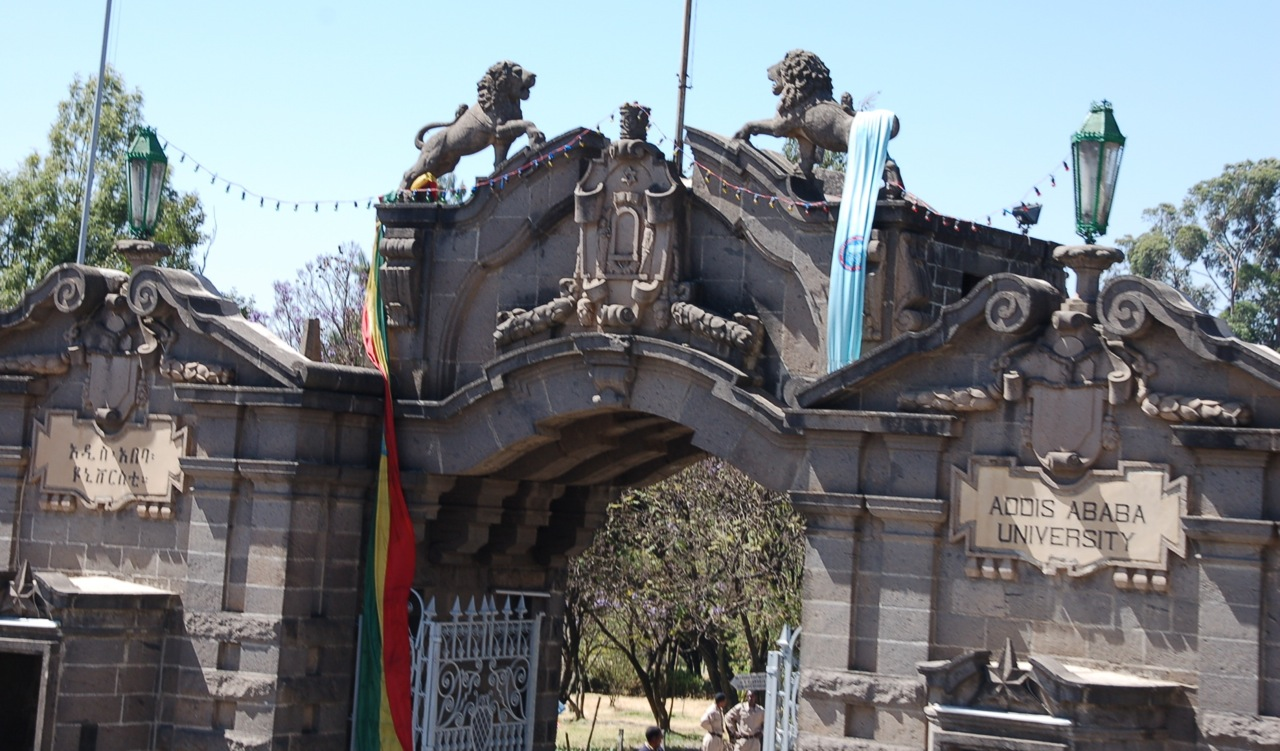
Université d'Addis Abeba

Dans les années 1960, il existait deux établissements d'enseignement supérieur : l'Université Haile Sélassié Ier à Addis-Abeba créée en 1961, et l'Université d'Asmara (dans l'actuelle capitale de l'Érythrée) fondée par un ordre religieux catholique italien. Le gouvernement a développé le système des écoles publiques de telle sorte que, en 1971, le pays comptait 1 300 écoles primaires et secondaires, et 13 000 enseignants. Toutefois, le système souffrait d'un manque de personnel qualifié et de fonds, ainsi que d'infrastructures surpeuplées. Souvent financé par des aides étrangères, la construction d'école avançait généralement plus vite que la formation et la certification des professeurs. En outre, la plupart des écoles étaient dans les grandes villes alors que les écoles des villes plus petites étaient surpeuplées, en sous-effectif et dispensaient un enseignement de moindre qualité. 
Les insuffisances de l'enseignement public avant le milieu des années 1970 s'explique en partie par le système de financement des écoles qui reposait sur une taxe gouvernementale spéciale sur les terres agricoles, redistribuée sous le contrôle de conseillers locaux. Les inégalités du système ont favorisé le développement de l'enseignement primaire dans des régions les plus riches plutôt que dans les plus pauvres. En outre, les citadins, qui n'avaient pas à payer la taxe envoyaient leurs enfants dans les écoles à la charge des propriétaires fonciers ruraux et des paysans pauvres qui, eux, réglaient cet impôt. Le gouvernement a tenté de rectifier ce déséquilibre en 1970 en créant un nouvel impôt pour les citadins propriétaires terriens et une taxe de 2 % sur les revenus des résidents urbains. Cependant, les fonds récoltés ne furent jamais employés pour l'éducation mais vinrent alimenter le budget général du pays.                                                                 
Entre 1968 et 1974, les dépenses liées à l'éducation représentaient 1,4 à 3 % du produit national brut (PNB) contre 2,5 à 6 % pour les autres pays d'Afrique durant la même période. Sous la pression grandissante du mécontentement populaire et la montée de l'activisme étudiant dans les universités et les écoles secondaires, le gouvernement engage une réforme du système éducatif. Toutefois, en 1974, malgré les efforts engagés pour améliorer la situation, moins de 10 % de la population est alphabétisée. Une campagne d'alphabétisation débute en 1975 dont les résultats sont restés illusoires.

## Système actuel
Un Conseil supérieur de l'enseignement supérieur examine et adapte les programmes et budgets de chaque institution. Les universités ont également un Conseil de département et des commissions scolaires. Chacun de ces organes administratifs est assisté de comités. Les commissions scolaires délibèrent sur des propositions relatives aux programmes, aux cours, aux examens, aux promotions ainsi qu'au statut des étudiants. Les conseils de département préparent et soumettent des recommandations au commissions scolaires.
Après leur embauche, les enseignants sont évalués à la fin de chaque semestre (deux fois par an) par leurs élèves, collègues et par le chef de département. Les contrats de travail étant renouvelés tous les deux ans, les enseignants qui n'ont pas eu la moyenne deux semestres consécutifs n'obtiennent pas le renouvellement de son contrat.
Alors qu'auparavant tous les enseignants étaient payés de la même manière, le salaire des professeurs dépend désormais de leur classification dans un barème composé de six niveaux de salaires. Après deux ans de service, un enseignant passe au niveau supérieur. Un bon enseignant peut ainsi bénéficier d'augmentations de salaire. Toutefois, de nombreux professeurs se plaignent que leurs salaires sont encore trop faibles.
À la fin des années 1990, l'Éthiopie formait environ 7 000 enseignants chaque année. Dans l'éducation supérieur, il y a un peu plus de 2 200 professeurs dont les deux tiers ont une maîtrise ou un doctorat, les autres ayant au moins le niveau baccalauréat. Il y a par ailleurs près de 6 000 personnels administratifs dans l'enseignement supérieur qui passent 75 % de leur temps à enseigner et se consacrent le reste du temps à des activités de recherche.
L'Institut des Études Éthiopiennes (IEE), la première unité de recherche dans le pays, a été créée en 1963. En 1999, il existait en Éthiopie six unités de recherche dans les établissements d'enseignement supérieur : l'IEE, le Centre de recherche agricole Debre Zeit (dans le département agriculture de l'université d'Alemaya), l'Observatoire géophysique de l'institut de recherches pour le développement, l'Institut de recherche en éducation et l'Institut de biopathologie. Les fonds pour la recherche viennent principalement du gouvernement et de donateurs. 
L'enseignement supérieur est essentiellement financé par l'état, sous le contrôle du Ministre des finances. Environ 12 % du budget de l'éducation est consacré à l'enseignement supérieur dont la moitié pour les seuls salaires. Les bourses d'études accordées aux étudiants éthiopiens à l'étranger ont augmenté ces dernières années, mais les bourses accordées aux étudiants étrangers venant en Éthiopie représentent le double.
Les femmes restent sous-représentées dans le système éducatif éthiopien puisqu'elles ne sont que 15 %, la plupart étant inscrites en sciences sociales et très peu dans les secteurs de l'ingénierie, l'agriculture et la pharmacie.
Au cours des dernières années, de nouvelles universités privés sont apparues dont quatre sont officiellement reconnues par le ministère de l'éducation : le Unity University College à Addis-Abeba, le Collège d'enseignement à distance Alfa et le Collège du peuple au peuple à Harar, et le Collège adventiste Awassa. Pour permettre au plus grand nombre d'accéder à l'éducation, une campagne de construction de nouvelles écoles a été lancé avec pour objectif de créer une nouvelle université par région, un lycée général, un lycée technique et un lycée médical.
Lorsque la régionalisation a été introduite en 1993, les éthiopiens ont acquis le droit d'étudier dans leur propre langue. Par ailleurs, le nombre de femmes allant à l'école a doublé entre 1996 et 2000. Si elles n'ont généralement pas le même statut que les garçons, des mesures comme la « discrimination positive » contribuent à rétablir un équilibre. En 2004, l'institut statistique de l'Unesco ont montré que 44,6 % des enseignants de primaire étaient des femmes et que 93,4 % des filles étaient scolarisées dans l'enseignement primaire.

## Conclusion

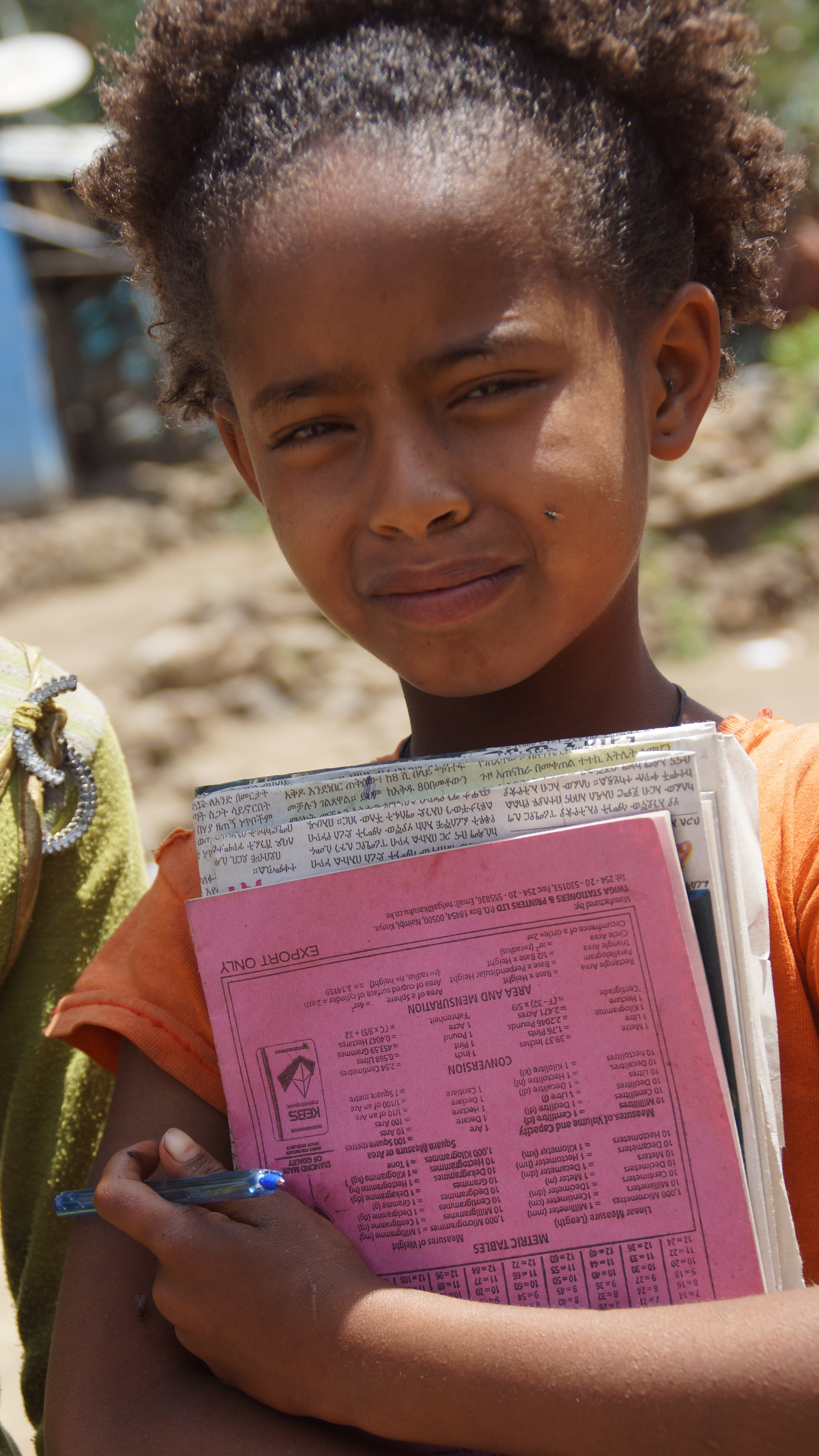
Une écolière studieuse.

L'Éthiopie est confrontée à de nombreux obstacles historiques, culturels, sociaux et politiques qui ont limité les progrès de l'éducation pendant de nombreux siècles. Pour de nombreux éthiopiens le travail est plus important que l'éducation. Les enfants des zones rurales vont moins à l'école que les enfants des zones urbaines. Même si les choses s'améliorent progressivement, la plupart des familles rurales ne peuvent pas se permettre d'envoyer leurs enfants à l'école parce que les parents pensent que si leurs enfants sont scolarisés, ils ne peuvent pas contribuer aux tâches ménagères et au travail. 
Les châtiments corporels sont également un sujet qui a affecté les progrès de l'éducation pendant des siècles. La société éthiopienne attend des enseignants et des parents qu'ils utilisent les châtiments corporels pour maintenir l'ordre et la discipline. En outre, depuis le milieu des années 1970, de nombreux enseignant ont quitté le pays, essentiellement pour des raisons économiques, espérant avoir des salaires plus élevés à l'étranger. Ainsi, en 2006, il y avait plus de médecins éthiopiens vivant à Chicago que dans l'ensemble du pays.